# Jenny Wiegmann Mucchi
Jenny Wiegmann Mucchi (Berlin, 1 de diciembre de 1895-ibidem, 2 de julio de 1969) fue una escultora alemana nacionalizada italiana.

## Biografía
Entre 1917 y 1923 Jenny estudia en el Instituto Levin - Funke en Berlín bajo la guía de August Kraus y Lovis Corinth. Son años de fermento político. El fin de la Primera Guerra Mundial fuerza a la población a tomar posiciones políticas fuertes. En 1918 Jenny participa de los movimientos revolucionarios de Mónaco que llevaron a la República de Weimar. En 1920 se casa con Berthold Müller - Oerlinghausen, un escultor compañero de estudios, del cual se divorciará en 1931.
Hacia el fin de los años veinte participa en una muestra en New York (la primera importante en su carrera profesional). En 1933 se casa con Gabriele Montones, a quien conoció en 1925. La pareja se vio envuelta en una relación intelectual y sentimental que los llevó a compartir muchas experiencias artísticas y políticas. Con él se muda a Paris en 1931. En 1933 exponen en la V Trienal de Milán. En ese período se acerca al ambiente de Corrente, movimiento artístico cercano a la homónima revista fundada por Ernesto Treccani. En 1937 es premiada en el Exposición Internacional de París con una medalla de oro.
Durante los años de la guerra se involucró en la resistencia como mensajera y fue activa en la defensa de los judíos, mientras su esposo se unía a los partisanos.
Realizó muchas colaboraciones con arquitectos, incluyendo a Piero Bottoni, de las cuales quedan rastros en numerosos edificios. En 1983 se realizó la muestra "Existir como mujer" en el Palacio Real de Milán. En los ambientes italianos se la conoce como "Genni".

## Exposiciones
- 1934: Bienal de Venecia
- 1940: muestra colectiva con el grupo Corriente
- 1962: Nationalgalerie, Berlin (DDR)
- 1990: La otra mitad de la Vanguardia, curada por Lea Vergine
- 1999: La arquitectura en Nápoles entre las dos guerras, Nápoles, Palacio Real, 26 marzo - 26 de junio de 1999[1]
- 2013: Años treinta más allá del fascismo, Florencia, Palacio Strozzi, 22 de septiembre de 2012 - 27 de enero de 2013[2]
- 2017: Bildhauerin en Italien und Deutschland, Berlin Spandau, Zitadelle Altas Kaserne, 12 mayo - 3 de septiembre de 2017

## Obras públicas
- Trienal de Milán, una estatua en piedra[3]
- Bolonia, cinco siluetas para el osario de los partidarios caídos, proyecto de Piero Bottoni, años Cincuenta[4][5]
- Berlín: monumento a Lumumba realizado en 1961